# Agonocryptus tricolor
Agonocryptus tricolor är en stekelart som beskrevs av Gupta 1982. Agonocryptus tricolor ingår i släktet Agonocryptus och familjen brokparasitsteklar. Inga underarter finns listade i Catalogue of Life.